# Pandemia de COVID-19 en Tacna
La pandemia de COVID-19 en Tacna, originada por el virus SARS-CoV-2, tuvo su primer caso documentado el 29 de marzo de 2020. El brote se extendió a todo el departamento hacia el 13 de mayo, cuando las provincias de Tarata y Candarave fueron las últimas en declarar tener presencia de infectados.
Hasta el 20 de julio de 2023, se registraron 66 433 casos y un saldo total de 2304 personas fallecidas.

## Cronología

### 2020: Brote inicial, crecimiento exponencial y primera ola
Casos sospechosos

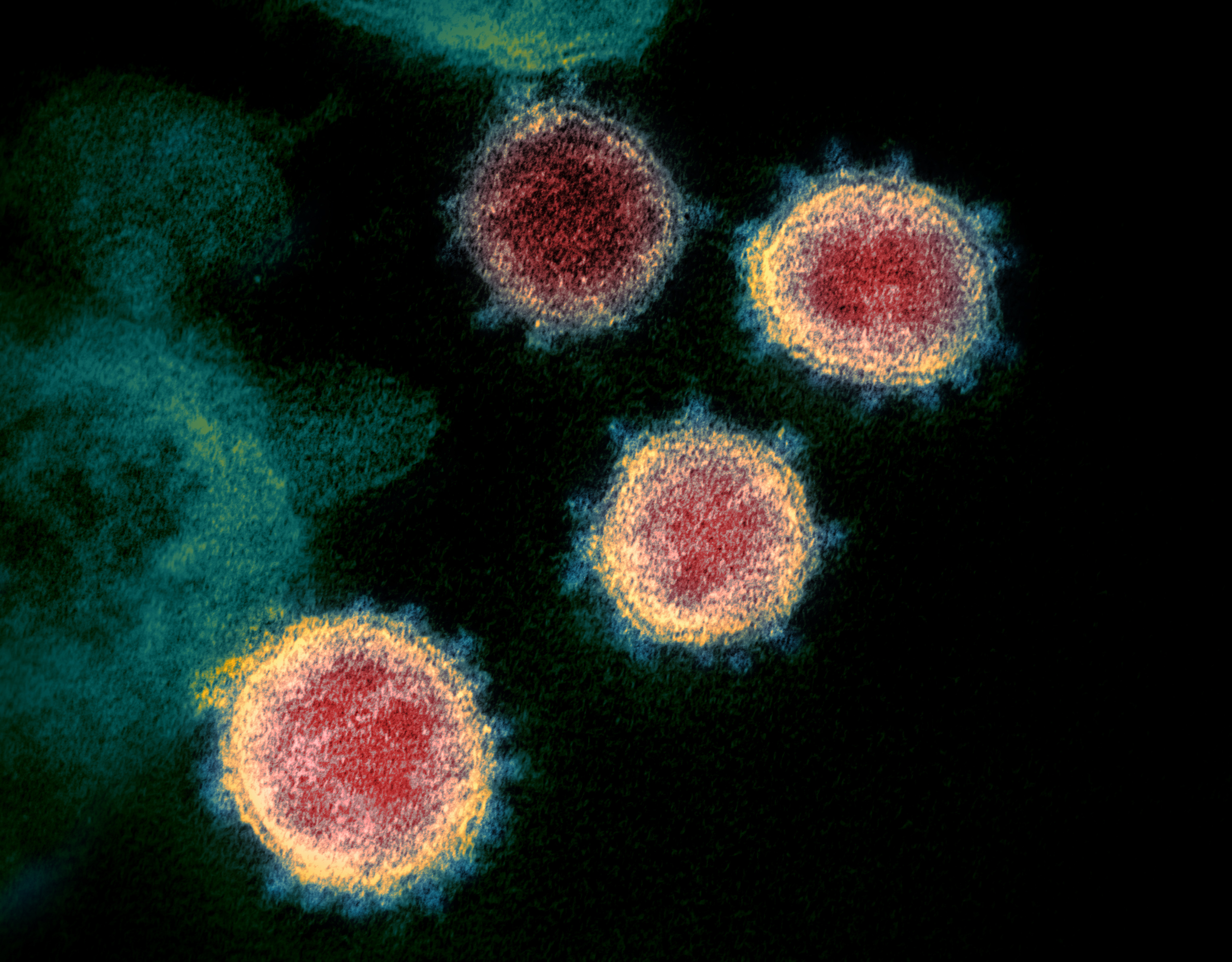
Imagen del SARS-CoV-2 captada a través de un microscopio electrónico de transmisión del Instituto Nacional de Alergias y Enfermedades Infecciosas.

Las primeras sospechas de contagio en el departamento se reportaron el 27 de febrero, cuando la DIRESA Tacna anunció la identificación de cuatro pacientes (tres miembros de una familia que llegaron al país desde la ciudad de Roma (Italia) y un adulto varón que estuvo en China).
El 20 de marzo, Edgar Tejada, epidemiólogo de la DIRESA Tacna anunció que doce muestras para coronavirus tomadas en la región le fueron entregados al Ministro de Agricultura, Jorge Montenegro durante su visita por el departamento un día anterior, para que este pueda proporcionárselas al INS en su sede central en Lima, para descartar el contagio de la enfermedad entre los sospechosos. Tejada dijo que los resultados se conocerían a más tardar, el 21, un día después de sus declaraciones.
Primeros casos
El 29 de marzo, en horas de la mañana, mediante un comunicado a través de su cuenta de Twitter, el Ministerio de Salud (MINSA) confirma el primer caso de coronavirus en el departamento de Tacna, sin dar mayores detalles al respecto. Ese día, el Gobernador Regional de Tacna, Juan Tonconi, en compañía del Director Regional de Salud de Tacna, Juan Cánepa compartieron mayor información sobre el caso confirmado. Se trataba de una mujer de 38 años que mantuvo contacto con ciudadanos originarios de Haití, quienes ingresaron ilegalmente al país, por la frontera con Chile, tras el cierre fronterizo decretado por el Estado Peruano. El titular de la cartera regional de salud anunció que los extranjeros no contrajeron la enfermedad, pero sí que padecían de problemas respiratorios. La paciente presentaba diversos síntomas compatibles con la enfermedad (tos, dolor de garganta, congestión nasal, malestar general, dolor de cabeza y dolor muscular), iniciando con dificultades respiratorias el 24 de marzo. Dos días después, el 26, recibió atención en el Hospital III Daniel Alcides Carrión - EsSalud, en donde se procedió a tomarle una muestra para coronavirus. El sábado por la noche, el resultado llegó a Tacna y el domingo se anunció el caso según declararon las autoridades sanitarias. Un día después, el 30, el diario Prensa Regional pudo conversar vía telefónica con la paciente quien manifestó estar estable y que se encuentra incómoda, puesto que se difundió su nombre e información privada, como un hijo de 11 años que tiene. Expresó vivir acompañada de su hijo y que no tenía familiares residiendo en Tacna, además comentó que es posible que se haya infectado al tener contacto con un colega en la Comisaría de Boca del Río, un balneario cercano de Tacna.
Colapso hospitalario
A finales de julio, empiezan a surgir problemas relacionados con la capacidad hospitalaria en el departamento. A través de la oficina de la Defensoría del Pueblo de Tacna, la entidad instó al GORE Tacna, equipar de camas UCI al Hospital Regional Hipólito Unanue para la atención oportuna de los pacientes diagnosticados con la enfermedad durante el colapso sanitario. También se informó que el nosocomio utilizaba catorce camas con ventilador mecánico y que otros dos ventiladores presentaban desperfectos por lo que no estaban siendo usados. Además se notificó que una médica intensivista atendía a los pacientes junto a quince médicos generales en la unidad.
Alivio de las restricciones
El 30 de septiembre, el gobierno peruano decide dar por finalizada la cuarentena en 193 de las 196 provincias del país, con excepción de las tres provincias de Abancay, Huamanga y Huánuco. Al día siguiente, el 1 de octubre, el ejecutivo anuncia que las cuatro provincias de Tacna ya habían salido de la cuarentena focalizada desde ese día. Sin embargo, el estado mantiene vigente la medida dominical de inmovilización social obligatoria y la prohibición de la circulación de los vehículos particulares. Más tarde, el 21 de octubre, el gobierno dispone que la inmovilización social obligatoria queda sin efecto en todo el país a partir del 25 de octubre, debido a una reducción de los casos y la baja demanda de las hospitalizaciones en los centros médicos a nivel nacional.

### 2021: Resurgimiento de una segunda ola

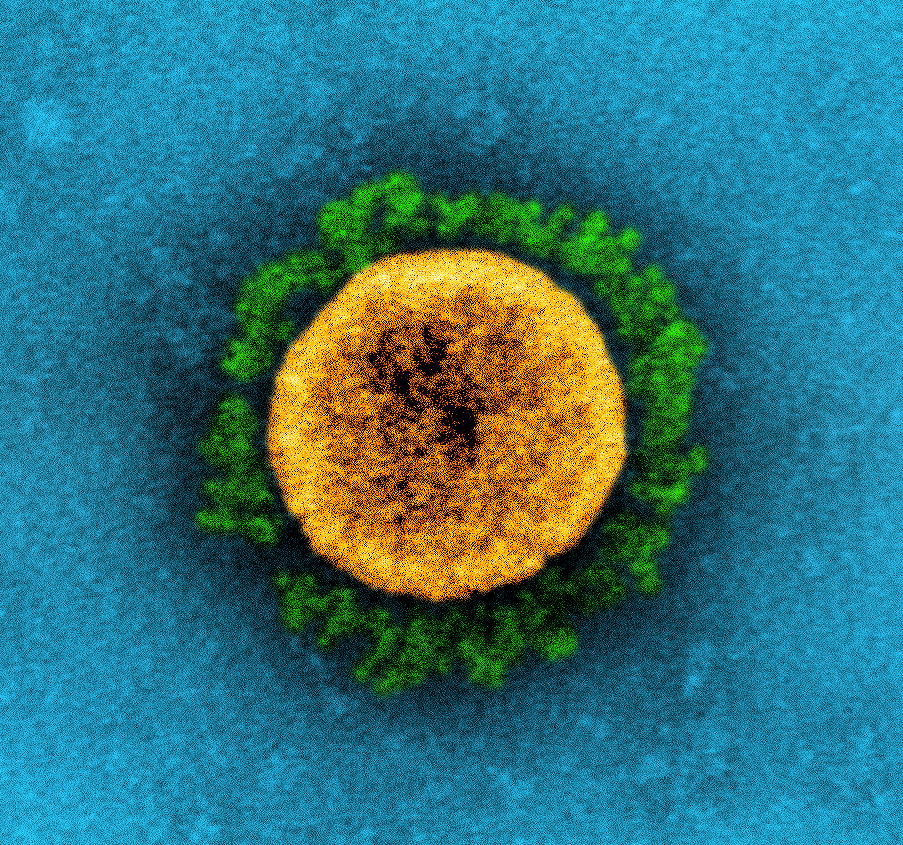
Imagen de la variante B.1.1.7 captada a través de un microscopio electrónico de transmisión del Instituto Nacional de Alergias y Enfermedades Infecciosas.

Preparación ante posible tercera ola
Los primeros indicios del comienzo de una tercera ola fueron expuestos por el ministro de Salud, Hernando Cevallos, el 16 de agosto cuando anunció que se registraron un mayor número de contagiados con la variante delta (B.1.617.2), descubierta originalmente en la India, en el territorio nacional. El 4 de septiembre, el ministro de Salud anunció la identificación de la variante mu (B.1.621) en quince regiones del país, en las que se encontraba Tacna teniendo un caso confirmado de dicha variante. El anuncio se dio mientras la OMS mantiene en vigilancia a la mutación procedente de Colombia. El 11 de septiembre, el INS emitió una actualización respecto al informe de la presencia de variantes del SARS-CoV-2 de acuerdo a las regiones del país, el cual reconocía la aparición de 8 casos de la variante delta en la circunscripción. También se daba cuenta que los casos de la variante B.1.621 ascendían a tres, mientras que hallaron a otros catorce casos de la variante lambda (C.37) y finalmente cuatro de la variante gamma (P.1).
Hasta octubre de 2021, Tacna tenía 17 casos identificados de la variante delta, mientras que del otro lado de la frontera, en Arica, se habían hallado 112 casos de la variante de origen indio. Para ese entonces la región de Tacna ya tenía al 71.2% de la población objetivo protegida totalmente contra la enfermedad, con una ausencia del 13.8% que regresara por su segunda dosis.
Intervenciones policiales durante fin de año
A consecuencia de las festividades de fin de año, el Ministerio del Interior (MININTER) ordenó el despliegue de operativos policiales para inspeccionar e incluso ingresar a los domicilios en caso se lleven a cabo este tipo de reuniones que incitan a las concentraciones masivas de personas durante la emergencia sanitaria. En la región, debido a las fiestas que conmemoran Halloween y el Día de la Canción Criolla el 31 de octubre, se intervinieron a cerca de 500 jóvenes quienes se encontraban en el “Salón de Eventos Heroica” realizando una fiesta COVID-19. Los participantes trataron de huir del lugar llegando a aplastarse tras la desesperación originada al ser descubiertos incumpliendo la normativa nacional establecida. Pocos días después, se supo que el local en donde se llevó a cabo la fiesta clandestina fue clausurado por decisión de los fiscalizadores de la Municipalidad Provincial de Tacna, además de recibir una multa de S/ 2200.
Incremento de casos
El 5 de noviembre, Galdós manifestó su preocupación debido a que tras las festividades celebradas a fines de octubre, «mucha gente se descuidó, saliendo al exterior sin mascarilla y no teniendo los debidos cuidados de protección y bioseguridad». La autoridad sanitaria expresó su deseo de que «la situación se mantenga bajo control». Durante noviembre, la DIRESA Tacna informó de un incremento de contagios durante alrededor de cuatro semanas, teniendo un comportamiento irregular, debido a que algunos días se reportan cinco casos, mientras que otros de diez a veinte, presentándose en la mayoría de casos en población no vacunada contra la COVID-19. A finales del mes, el director ejecutivo en Vigilancia de Salud Pública del Centro Nacional de Epidemiología, Prevención y Control de Enfermedades (CDC) del MINSA, César Munayco informó de una interrupción en los contagios por COVID-19 en la región debido al rápido accionar de las autoridades sanitarias por intermedio de las diversas estrategias que vienen trabajando el MINSA en coordinación de la DIRESA Tacna.

### Principios de 2022: Tercera ola y aumento supersónico de casos
Una tercera ola de contagios a nivel nacional comenzó a finales de 2021, asociada a la llegada de la variante ómicron al país el 19 de diciembre. No fue hasta el 4 de enero de 2022 cuando Hernando Cevallos oficializó el comienzo de un nuevo auge pandémico. Tras ello, varias regiones empezaron a tomar medidas a fin de detectar la cepa más contagiosa conocida de la enfermedad. Ante el peligro inminente que representaba la llegada de la variante al departamento, el 23 de diciembre, la DIRESA Tacna empezó a realizar el testeo correspondiente para detectar el linaje entre la población. El titular de la institución, Óscar Galdós aseguró que no existía presencia de la variante en la región, no obstante enfatizó en la línea de permanecer en un estado de alerta máxima ante un posible rebrote de la enfermedad. El 4 de enero de 2022, Galdós informó a Radio Uno sobre la identificación de un primer caso sospechoso de haber contraído la variante en el distrito de Coronel Gregorio Albarracín Lanchipa. Según detalló, se trataba de un paciente quien regresó de Lima a Tacna por las festividades de fin de año, estando vinculado a un caso positivo a ómicron en la capital. Además mencionó que el 30 de diciembre la prueba fue referida al INS para la secuenciación genómica, sin obtener resultado alguno hasta entonces. Un día después, anunció que los casos  de COVID-19 en su jurisdicción mostraban una tendencia al alza, duplicándose en cuestión de veinticuatro horas desde el 3 de enero. Galdós aseguró que «Tacna está en la capacidad de sobrepasar las 300 pruebas diarias en laboratorios» frente a la alta demanda de pruebas moleculares. Los subsiguientes dos días las cifras reportadas superaron el centenar de nuevas infecciones, ingresando a la fase denominada como «tercera ola», anticipada desde hacía meses atrás. Para el 11 de enero, Galdós informó que hasta dicho momento no se había hallado presencia de la cepa en la región, sin embargo sostuvo que tras el comportamiento visto en los últimos días era muy posible que ómicron ya haya alcanzado a Tacna. Debido al desenfrenado crecimiento exponencial ocurrido en el departamento, los puntos de diagnóstico de COVID-19 de la capital lucieron abarrotados de personas quienes argumentaban presentar síntomas de la enfermedad. Frente a la alta demanda, se tuvo que instalar carpas para la toma de muestras de COVID-19 en las plazas y calles de la ciudad de Tacna. El 13 de enero, la región marcó un nuevo récord de infectados diarios, superando los quinientos casos de COVID-19 en las últimas veinticuatro horas.

### Fines de 2022: Quinta ola
A tres años de la declaratoria del estado de emergencia en el Perú, Adrián Apaza del diario Correo aseguró que el impacto de la pandemia de COVID-19 sobre Tacna «desnudó las falencias del sector salud en la región». Además, indicó que «su infraestructura ya se encontraba debilitada desde hace muchos años cuando se evidenció la necesidad de construir un nuevo hospital Hipólito Unanue».

## Respuesta del gobierno

### Toque de queda
| 4 |                           |                       |                           |  | 008 |
| 5 |                           |                       |                           |  | 008 |
| 6 |                           |                       |                           |  | 008 |
| 7 |                           |                       |                           |  | 023 |
| 8 |                           |                       |                           |  | 023 |
| 9 |                           |                       |                           |  | 036 |
| 10 |                           |                       |                           |  | 036 |
| 11 |                           |                       |                           |  | 046 |
| 12 |                           |                       |                           |  | 046 |
| 13 |                           |                       |                           |  | 058 |
| 14 |                           |                       |                           |  | 058 |
| 15 |                           |                       |                           |  | 058 |
| 16 |                           |                       |                           |  | 076 |
| 17 |                           |                       |                           |  | 076 |
| 18 |                           |                       |                           |  | 076 |
| 19 |                           |                       |                           |  | 092 |
| 20 |                           |                       |                           |  | 092 |
| 21 |                           |                       |                           |  | 092 |
| 22 |                           |                       |                           |  | 105 |
| 23 |                           |                       |                           |  | 105 |
| 24 |                           |                       |                           |  | 105 |
| 25 |                           |                       |                           |  | 123 |
| 26 |                           |                       |                           |  | 123 |
| 27 |                           |                       |                           |  | 123 |
| 28 |                           |                       |                           |  | 131 |
| 29 |                           |                       |                           |  | 131 |
| 30 |                           |                       |                           |  | 144 |
| 31 |                           |                       |                           |  | 144 |
| 32 |                           |                       |                           |  | 144 |
| 33 |                           |                       |                           |  | 144 |
| 34 |                           |                       |                           |  | 149 |
| 35 |                           |                       |                           |  | 149 |
| 36 |                           |                       |                           |  | 151 |
| 37 |                           |                       |                           |  | 151 |
| 38 |                           |                       |                           |  | 152 |
| 39 |                           |                       |                           |  | 152 |
| 40 |                           |                       |                           |  | 159 |
| 41 |                           |                       |                           |  | 159 |
| 42 |                           |                       |                           |  | 163 |
| 43 |                           |                       |                           |  | 163 |
| 44 |                           |                       |                           |  | 167 |
| 45 |                           |                       |                           |  | 167 |
| 46 |                           |                       |                           |  | 168 |
| 47 |                           |                       |                           |  | 168 |
| 48 |                           |                       |                           |  | 174 |
| 49 |                           |                       |                           |  | 174 |
| 50 |                           |                       |                           |  | 179 |
| 51 |                           |                       |                           |  | 179 |
| 52 |                           |                       |                           |  | 179 |
| 2022 |                           |                       |                           |  |     |
| 1 |                           |                       |                           |  | 186 |
| 2 |                           |                       |                           |  | 002 |
| 3 |                           |                       |                           |  | 005 |
| 4 |                           |                       |                           |  | 005 |
| 5 |                           |                       |                           |  | 010 |
| 6 |                           |                       |                           |  | 010 |
| 7 |                           |                       |                           |  | 015 |
| 8 |                           |                       |                           |  | 015 |
| \| Gobierno de Francisco Sagasti: Nivel de alerta: Extremo Gobierno de Pedro Castillo: Nivel de alerta: Extremo \| Nivel de alerta: Muy alto \| Nivel de alerta: Alto \| Nivel de alerta: Moderado \| |                           |                       |                           |  |     |
| Gobierno de Francisco Sagasti: Nivel de alerta: Extremo Gobierno de Pedro Castillo: Nivel de alerta: Extremo                                                                                          | Nivel de alerta: Muy alto | Nivel de alerta: Alto | Nivel de alerta: Moderado |  |     |

| Gobierno de Francisco Sagasti: Nivel de alerta: Extremo Gobierno de Pedro Castillo: Nivel de alerta: Extremo | Nivel de alerta: Muy alto | Nivel de alerta: Alto | Nivel de alerta: Moderado |

## Respuesta médica

### Muestras
El 3 de septiembre, la empresa minera Southern Perú hizo entrega de 20 mil pruebas rápidas, de las cuales se destinaron 12 mil a la DIRESA Tacna, 3 mil a establecimientos de salud de la provincia de Jorge Basadre, otros 3 mil a la provincia de Candarave y 2 mil a miembros de las Fuerzas Armadas. Asimismo, también hizo llegar cuatro módulos hospitalarios, 56 camas y 48 balones de oxígeno a la región. Cada módulo instalado en distintos centros médicos de la capital del departamento fueron dotados de catorce camas hospitalarias y doce balones de oxígeno de 10 metros cúbicos.

## Vacunación

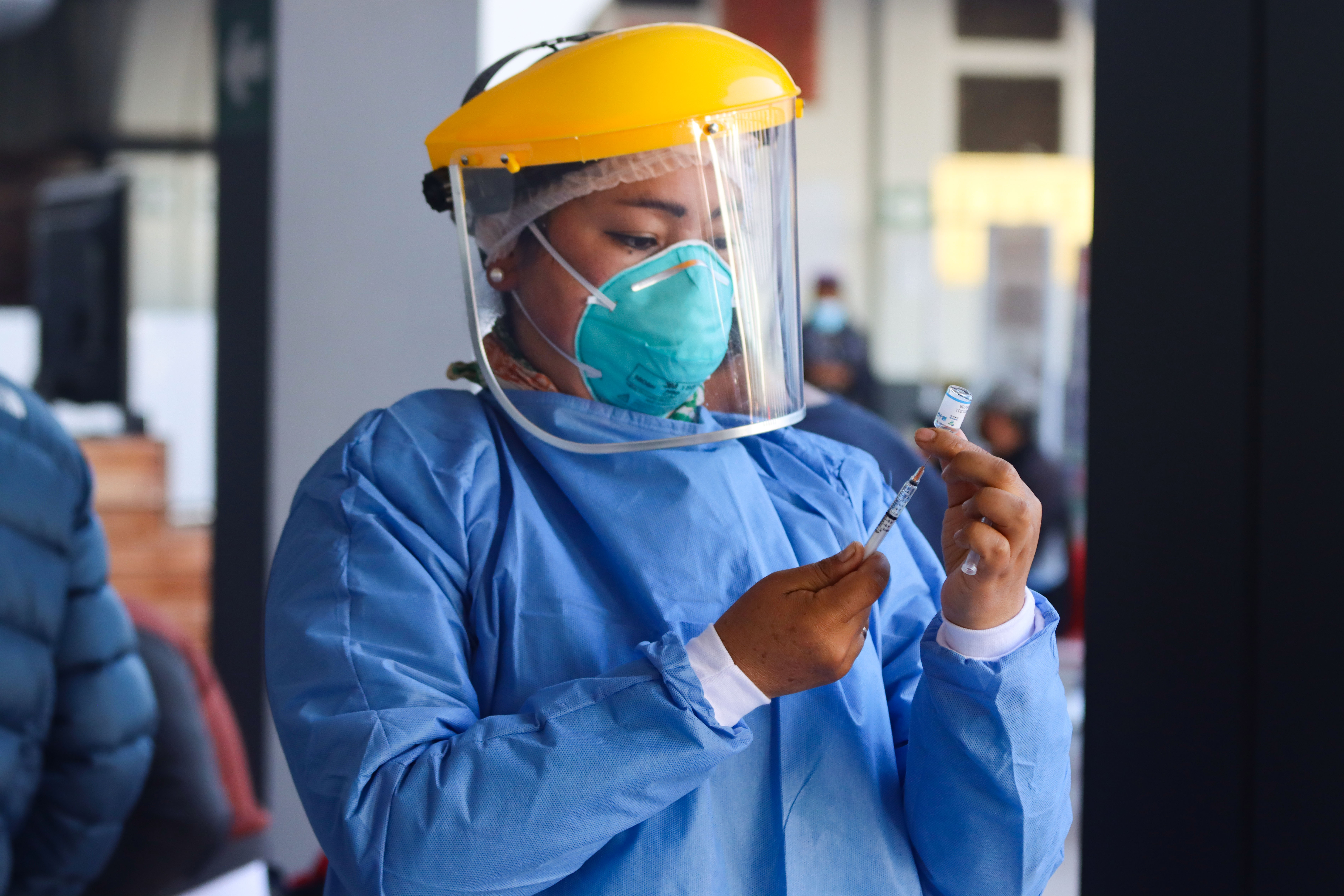
Brigadista de la Vacunatón Cusco sosteniendo una jeringa de la vacuna de Sinopharm contra la COVID-19.

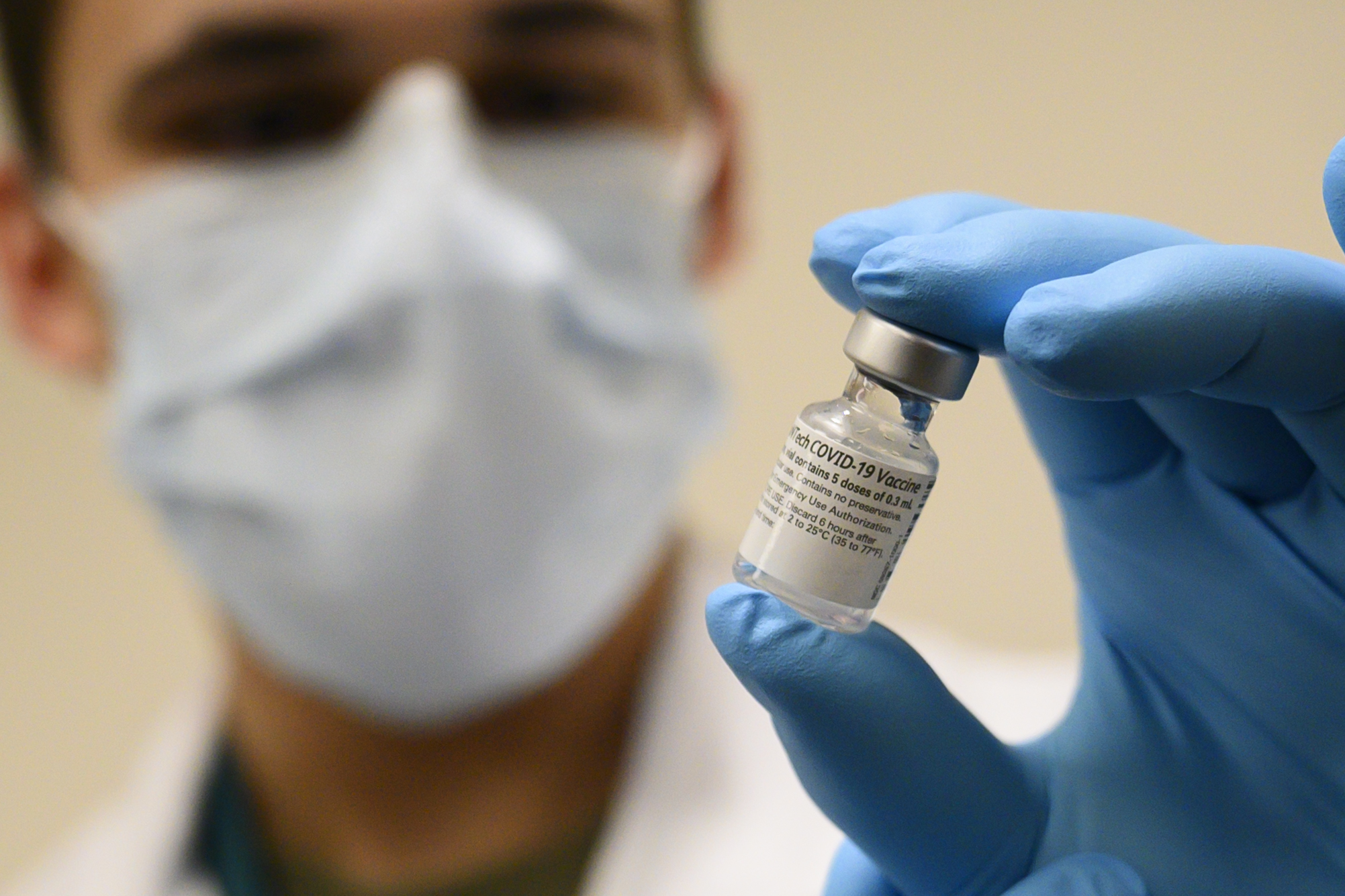
Vacuna de Pfizer-BioNTech contra la COVID-19, aprobada mediante registro sanitario condicional por el estado peruano.

## Impacto

### Social
Tras la difusión de cuatro casos clasificados como «investigados» de haberse infectado de COVID-19 en Tacna a través de medios locales, el 27 de febrero, la situación generó una fuerte histeria colectiva entre los consumidores, por lo que muchos habitantes del lugar decidieron acudir a diversas farmacias y boticas de la región para abastecerse de mascarillas.

### Educación
2020: Cierre nacional

«Aprendo en casa» es la estrategia educativa a distancia que se emplea en los centros educativos estatales.

La pérdida de clases ocasionada por la postergación obligó al Ministerio de Educación (MINEDU) a plantear la educación a distancia creando el programa «Aprendo en casa» para la recuperación de clases. Dada las dificultades derivadas de la escasez de recursos y la accidentada geografía del Perú, el acceso a la educación a distancia sigue siendo un impedimento para el aprendizaje de los menores en el departamento.
2021: Reapertura progresiva

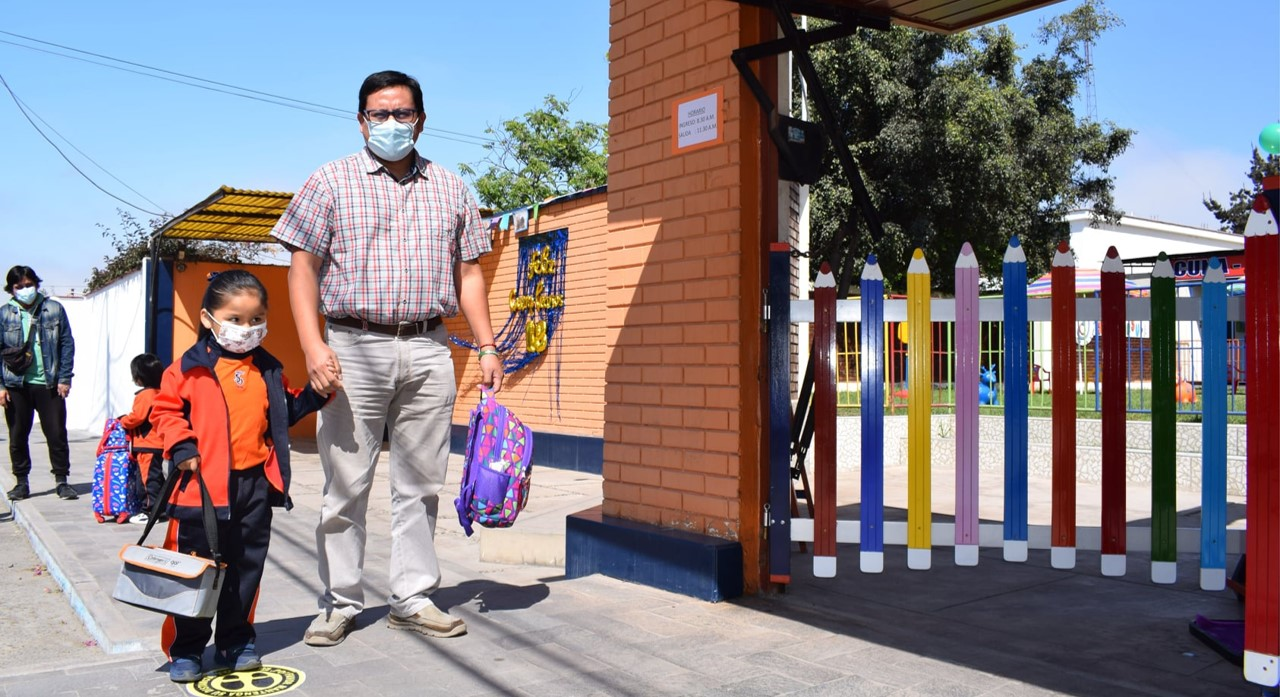
Inicio de clases semipresenciales en la Institución Educativa Inicial Privada Santa Úrsula, cerca del Centro de Tacna.

El 13 de septiembre se anunció que la Institución Educativa Nº 42060 Coronel Marcelino Varela Barrios, del anexo de Calientes en Pachía, Tacna se convertiría en la primera escuela del departamento en reanudar las actividades de carácter educativo para el nivel primario, tras la declaratoria de suspensión de actividades presenciales como consecuencia de la pandemia de COVID-19, durante el gobierno de Martín Vizcarra. El retorno a clases semipresenciales comprendería de la participación de seis estudiantes y un docente. Al día siguiente, el 14, la Institución Educativa Nº 42078 Olga Grohmann de Basadre también se incorporó a la modalidad de educación semipresencial. La directora del plantel educativo, Ana María Paniagua comentó que la escuela es unidocente y cuenta con cinco estudiantes, de los cuales cuatro asistirían y una continuaría llevando clases a distancia. Esta escuela pertenece al centro poblado de Pampa Baja ubicado en Ite, Jorge Basadre.
El 21 de octubre la Unidad de Gestión Educativa Local (UGEL) Tacna realizó una visita de inspección a tres colegios privados quienes fueron autorizados a regresar a clases semipresenciales en la ciudad de Tacna, tratándose de la Institución Educativa Privada Innova Schools, integrado por 143 alumnos quienes asistirían a los cursos de arte y psicomotricidad. Posteriormente se visitó la Institución Educativa Inicial Particular Little Angels constituida de trece educandos quienes volverían a las aulas. Por último la UGEL Tacna evaluó las medidas de bioseguridad practicadas en la Institución Educativa Inicial Privada Santa Úrsula, en donde quince menores de edad retornarían a las labores académicas, disgregados en dos grupos a fin de evitar la aglomeración.
2022: Retorno absoluto

### Penitenciario
| Penal de Varones - Tacna | 894 ~ 985   | 246 | 246 | 2 | [ 54 ] |
| Penal de Challapalca     | 199         | 0   | 0   | 0 |        |
| Penal de Mujeres - Tacna | 100 ~ 121   | 0   | 42  | 4 | [ 55 ] |
| Total                    | 1193 ~ 1305 | 246 | 288 | 6 |        |

### Frontera
El 15 de noviembre, la Subsecretaria de Salud Pública de Chile, Paula Daza informó que a través del «Plan Fronteras Protegidas», se re-aperturaría la frontera entre Perú y Chile, tanto en medios terrestres (Complejo fronterizo Chacalluta) como aéreos (Aeropuerto de Iquique y Aeropuerto de Antofagasta) con vigencia a partir del 1 de diciembre, como parte del Plan Paso a Paso que viene operando el país vecino.